# Slag bij Midway

Scheepsbewegingen tijdens de Slag bij Midway

De Slag bij Midway is een zeeslag die tijdens de Tweede Wereldoorlog plaatsvond op 4 juni 1942 tussen Japan en de Verenigde Staten. De slag bij het atol Midway wordt door veel historici beschouwd als een keerpunt van de oorlog in de Grote Oceaan. Na de slag raakte de Japanse Keizerlijke Marine langzamerhand haar overwicht kwijt en kwam in het defensief terecht.
Deze slag moet niet verward worden met de slag bij Medway, in Nederland bekend als de tocht naar Chatham, in 1667.

## Achtergrond
Nadat de Verenigde Staten op 7 december 1941 door de aanval op Pearl Harbor direct betrokken raakten bij de gevechtshandelingen van de Tweede Wereldoorlog, begon de strijd met het Japanse Keizerrijk om de heerschappij over de Grote Oceaan. De Japanners rukten snel op in de richting van Australië & India en veroverden een gebied dat zich uitstrekte van Birma tot Nieuw-Brittannië. Met de verovering van de Filipijnen, Nederlands-Indië, Malakka (Singapore) en Birma waren de oorlogsdoelen die men zich in december 1941 gesteld had bereikt, en nu bestond er onenigheid over de verdere strategie. Het Japanse leger had zijn handen vol in China en wilde geen middelen beschikbaar stellen voor een invasie in Ceylon, Indië of Australië. Op 5 april 1942 werd beslist om in eerste instantie richting Australië op te rukken, niet door een directe invasie maar door Australië van Amerika af te snijden met de verovering van de eilandenketens tussen de twee continenten. Als eerste stap werd de invasie van de Solomonseilanden en Port Moresby (Papoea-Nieuw-Guinea) in gang gezet, wat uitmondde in de Slag in de Koraalzee. Na de Doolittle Raid op 18 april 1942 vonden de Japanners het noodzakelijk om hun greep op het noordelijke en centrale deel van de Grote Oceaan te verstevigen. Daartoe werd een gelijktijdige aanval ingezet op de Aleoeten (zie slag om de Aleoeten) en het Amerikaanse eiland Midway. Het eigenlijke doel van de Japanse bevelhebber van de gecombineerde vloot Admiraal Yamamoto, was om de Amerikaanse vloot tot een confrontatie te dwingen en uit te schakelen, vooraleer deze vloot te sterk werd door de nieuwe schepen die in aanbouw waren. Een landing op Midway was een directe bedreiging voor de marinebasis Pearl Harbour op  Hawaï en dus waren de Verenigde Staten wel genoodzaakt de aanval op Midway af te slaan.
Door Signals intelligence en het kraken van de communicatiecode van de Japanse marine (JN-25) kregen de Amerikanen op tijd inzicht in de plannen van de Japanners en de samenstelling van hun aanvals eskaders. Daardoor raakten de Japanners het verrassingselement kwijt en wisten de Amerikanen dat ze de aanval op de Aleoeten konden negeren en zich concentreren op Midway.

## Japans plan
Om de Amerikanen tot een beslissende zeeslag te dwingen stelde de Japanse bevelhebber van de gecombineerde vloot Admiraal Yamamoto een ingewikkeld plan op. De vloot werd opgesplitst in meerdere eskaders:
- De spits van de aanval werd gedragen door de Kido Butai , de snelle vlootvliegkampschepen onder bevel van viceadmiraal Chuichi Nagumo. Dit eskader was verzwakt doordat twee van zijn zes vliegkampschepen buiten gevecht gesteld waren tijdens de Slag in de Koraalzee drie weken daarvoor. De vier overige Japanse vliegdekschepen van de vloot waren de Kaga, Akagi, Soryu en de Hiryu en ze hadden 248 vliegtuigen ter beschikking. De vliegkampschepen moesten een landing voorbereiden door vanuit het noordwesten  via luchtaanvallen de Amerikaanse basis uit te schakelen. Volgens het Japanse plan zou deze aanval en landing de Amerikaanse vloot tot een tegenaanval dwingen. Het was ook de taak van dit eskader om de Amerikaanse vloot op te sporen en aan te vallen zodat ze reeds verzwakt zou zijn als Yamomoto met zijn slagvloot opdaagde. Als escorte kregen de vliegkampschepen slechts de snelle slagschepen Haruna en Kirishima, drie kruisers en elf torpedobootjagers.
- Yamomoto volgde de Kido Butai op meer dan 400 km, met zijn eskader slagschepen : het nieuwe super-slagschip Yamato en de oudere Mutsu en Nagato. Het kleine opleidingsvliegdekschip Hosho, één kruiser, negen torpedobootjagers en twee watervliegtuigtenders vergezelden Yamamoto. Dit eskader moest de Amerikaanse vloot die Midway ter hulp snelde, vernietigen.
- Om de Amerikanen in verwarring te brengen en hun krachten te verdelen, werd tegelijk een aanval op de Aleoeten ondernomen door admiraal Kakuta met de kleinere vliegkampschepen Junyo en Ryujo, gesteund door zes kruisers en 12 torpedobootjagers.
- Viceadmiraal Takasu dekte de aanval op de Aleoeten en de landingen op drie van deze eilanden met de vier slagschepen Ise, Hyuga, Fuso en Yamashiro, twee kruisers en twaalf torpedobootjagers. indien nodig, kon Yamamoto dit eskader ook ter hulp roepen bij Midway.
- De invasievloot voor Midway bestond uit meerdere eskaders : de landingstroepen werden vervoerd in een konvooi van zestien schepen begeleid door een kruiser en tien torpedobootjagers onder commando van Schout-bij-nacht Tanaka. Een tweede eskader bestond uit mijnenvegers, een derde eskader bestond uit watervliegtuigtenders die een basis moesten opzetten op een klein eiland ten noordwesten van Midway. Viceadmiraal Kurita met vier kruisers en twee torpedobootjagers moest deze eskaders ondersteunen.
- De zuidflank van de invasie van Midway werd gedekt door viceadmiraal Kondo met de slagschepen Hiei en Kongo, het kleine vliegdekschip Zuiho, vijf kruisers en acht torpedobootjagers.

Ook worden zestien onderzeeërs op een patrouillelijn tussen Midway en Oahu ontplooid. Deze onderzeeërs ondervinden de eerste tegenslag van de operatie wanneer ze de geplande bevoorrading van een langeafstands watervliegtuig niet kunnen uitvoeren. Dit watervliegtuig had een verkenning boven Pearl Harbour moeten uitvoeren, en indien dit gelukt was zouden de Japanners gewaarschuwd zijn dat de Amerikaanse vloot op zee was.

## Amerikaanse reactie
Doordat de Amerikanen deels waren ingebroken in de Japanse Marine Code, konden ze uit het berichtenverkeer de grote lijnen van het Japanse aanvalsplan op tijd ontdekken. Admiraal Nimitz die zich in het hoofdkwartier van de marine op Pearl Harbour bevond liet direct de Amerikaanse vloot opstomen naar een punt ten noorden van Midway. Op 28 mei verliet Task Force 16, onder commando van Rear admiral Raymond Spruance en bestaande uit de vliegdekschepen Enterprise en Hornet plus zes kruisers en negen torpedobootjagers, Pearl Harbor nog vóór de Japanse patrouillelijn van onderzeeërs ter plaatse kwam. Nimitz probeerde nog zoveel mogelijk versterkingen aan te voeren: het vliegdekschip Yorktown dat drie weken daarvoor beschadigd was in de Slag in de Koraalzee werd zo snel mogelijk teruggeroepen vanuit het zuiden en werd in ijltempo gerepareerd zodat het op 30 mei als Task Force 17 onder commando van Rear Adminral Frank Jack Fletcher, samen met twee kruisers en zes torpedobootjagers uit Pearl Harbor kon vertrekken en op 2 juni  aansluiten bij Task Force 16. Ook Task Force 17 passeerde de Japanse patrouillelijn nog voor de Japanse onderzeeboten ter plaatse waren, zodat Nagumo geen waarschuwing kreeg dat de Amerikaanse vloot niet meer in de haven lag. Vanuit San Francisco vertrokken op 31 mei de twee slagschepen Colorado en Maryland en op 1 juni vertrok het gerepareerde vliegdekschip Saratoga vanuit San Diego, maar die schepen komen te laat. De vliegtuigen die de Yorktown tijdens de slag bij de Koraalzee verloren had, konden wel vervangen worden door vliegtuigen van de Saratoga. Negentien Amerikaanse onderzeeërs werden ook ontplooid op posities ten noordoosten en noordwesten van Midway, en ten noorden van Pearl Harbour.
Een voordeel waarover de Amerikanen beschikten was het bezit van de atol Midway zelf, waar 115 gevechtsvliegtuigen en bommenwerpers gevechtsklaar stonden. De Amerikanen beschikten op Midway en op hun schepen over eerste generatie radars die tot ongeveer 100km ver reikten. De Japanners hadden geen radar.

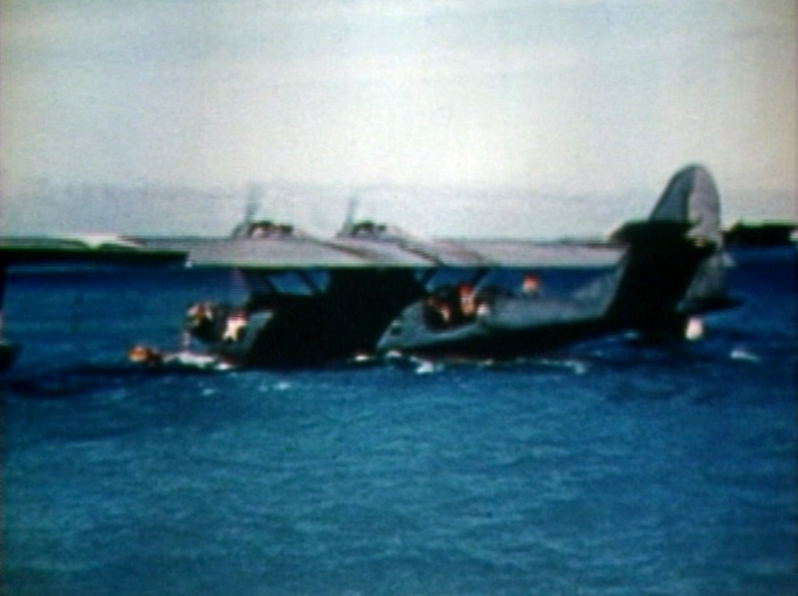
Een Catalina verkenningstoestel, afgemeerd te Sand Island bij Midway

## Zeeslag

### Inleidende gevechten
De Amerikanen verwachtten een Japanse aanval en voerden intensieve verkenningsvluchten uit door Consolidated PBY Catalinas vanaf Midway. Op 3 juni 1942 om 08.48 uur werd de invasievloot verkend en in de namiddag werden deze schepen aangevallen door negen Boeing B-17 Flying Fortress langeafstandsbommenwerpers vanuit Midway. De aanval richtte geen schade aan maar beide partijen waren nu gewaarschuwd. Uit Amerikaans berichtenverkeer kon Yamamoto ook opmaken dat de Amerikanen een onderzeeboot patrouillelijn aan het ontplooien waren rond Midway dus hij moet geweten hebben dat het verrassingselement verloren was. Toch zette hij door. Kakuta voerde met zijn twee vliegdekschepen een luchtaanval uit op Dutch Harbor in de Aleoeten maar deze afleiding mislukte: in de avond om 19.50 uur besloot Fletcher om naar een punt 200 mijl ten noorden van Midway op te stomen om vandaaruit de verwachte Japanse aanval te kunnen onderscheppen. In de nacht vielen vier Catalina's vanuit Midway de invasievloot aan met torpedo's. De tanker Akebono Maru werd getroffen in de boeg, maar kon in het konvooi blijven.

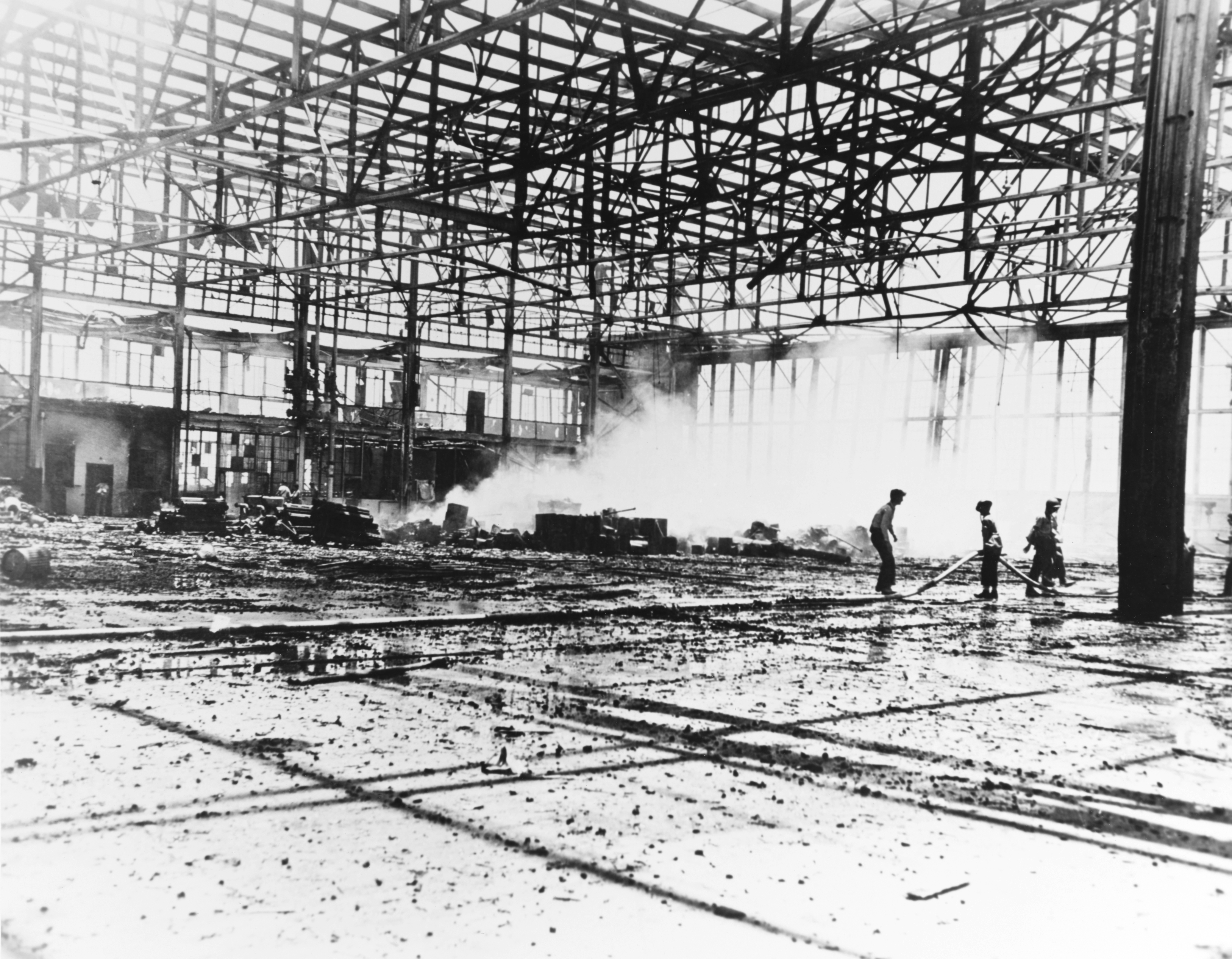
Uitgebrande vliegtuighangar op Midway na de luchtaanval

### Japanse luchtaanval
Op 4 juni 1942 om 04.30 uur liet Nagumo 72 bommenwerpers en 36 jachtvliegtuigen starten voor een aanval op de basis te Midway. De rest van zijn toestellen hield hij startklaar, bewapend met torpedo's om Amerikaanse vliegdekschepen aan te vallen zodra deze zouden worden ontdekt. Ook zond hij acht verkenners uit op zoek naar Amerikaanse schepen. Zes van de acht verkenners waren Aichi E13A watervliegtuigen van zijn begeleidende kruisers. Door problemen met een lanceer-katapult vertrok een van die verkenners een half uur te laat. De Japanse piloten waren ervaren en gehard door de strijd die Japan de maanden ervoor had geleverd in de zuidelijke Stille Oceaan. 
Vanuit Midway zochten Catalina's naar de Japanse vloot en ook de Yorktown lanceerde tien verkenners. Om 05.20 uur ontdekte een Catalina de Japanse vliegdekschepen en om 06:03 uur kreeg Fletcher de positie van de vliegkampschepen door. Fletcher wilde zo snel mogelijk aanvallen vooraleer hijzelf ontdekt zou worden en stuurde TF16 direct naar het zuidwesten om binnen aanvalsafstand van Nagumo te komen. Hijzelf bleef achter met TF17 om zijn verkenners terug aan boord te nemen. Het alarmbericht van de Catalina en de radarinstallatie op Midway gaf de Amerikanen genoeg tijd om al hun vliegtuigen op Midway te laten opstijgen. De bommenwerpers zetten koers naar de Japanse vloot; de jagers bleven ter plaatse om de Japanse aanval af te slaan. 
De Japanse vliegtuigen bombardeerden het eiland Midway van 6.30 tot 6.50 uur, maar hun voornaamste doelwit, de vliegtuigen, was afwezig. De aanval richtte aanzienlijke schade aan de grondinstallaties maar niet voldoende om de banen onbruikbaar te maken. Van de acht F4F Wildcat en zeventien verouderde Buffalo jachtvliegtuigen schoten de Japanse jachtvliegtuigen er dertien neer. Zeven andere konden een noodlanding maken maar waren buiten gevecht gesteld. De Japanse aanvallers verloren elf vliegtuigen, de meesten hiervan neergehaald door luchtafweergeschut.

### Amerikaanse luchtaanvallen

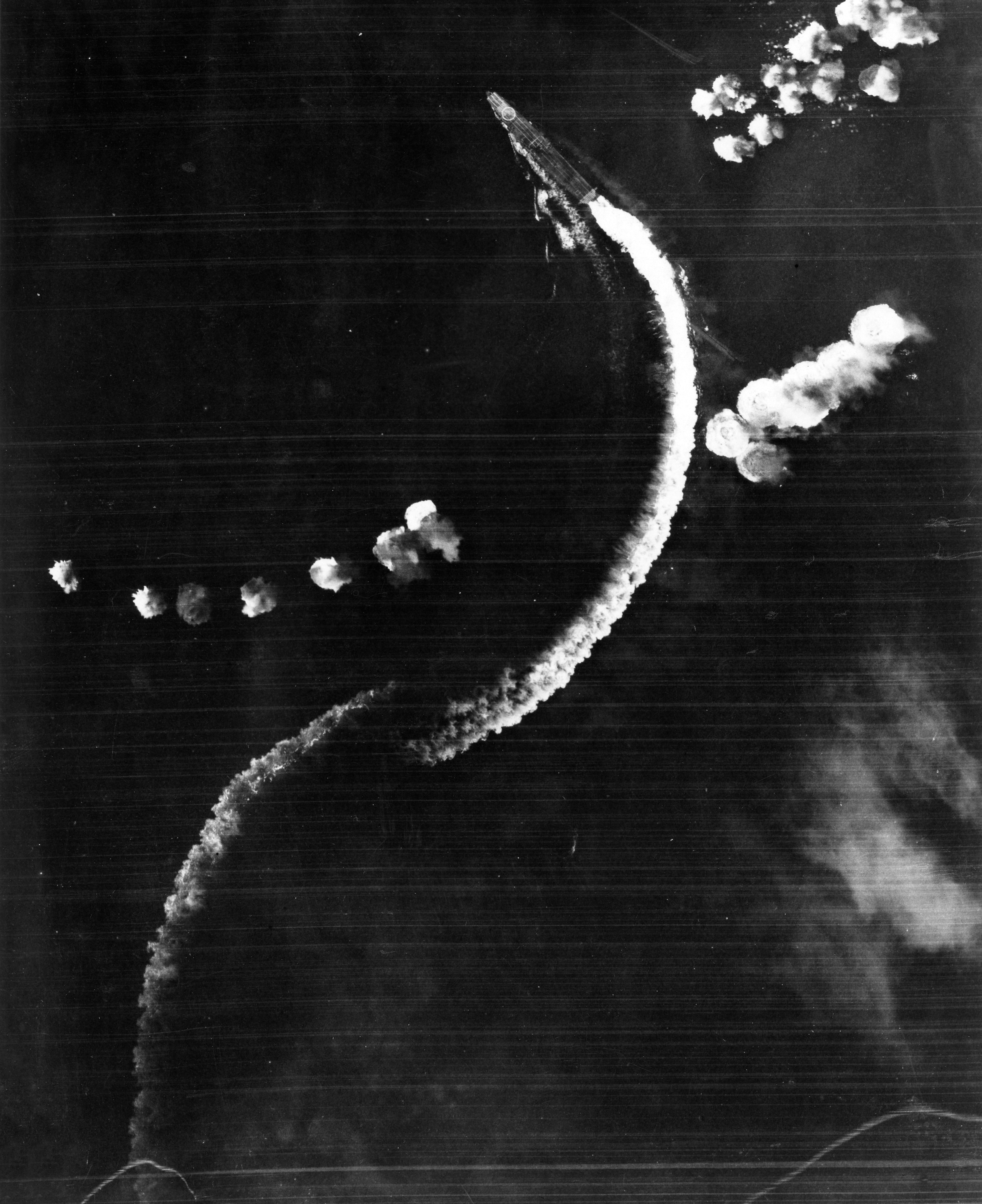
Het Japanse vliegdekschiop Hiryu ontwijkt bommen van de hoogvliegende B-17E bommenwerpers

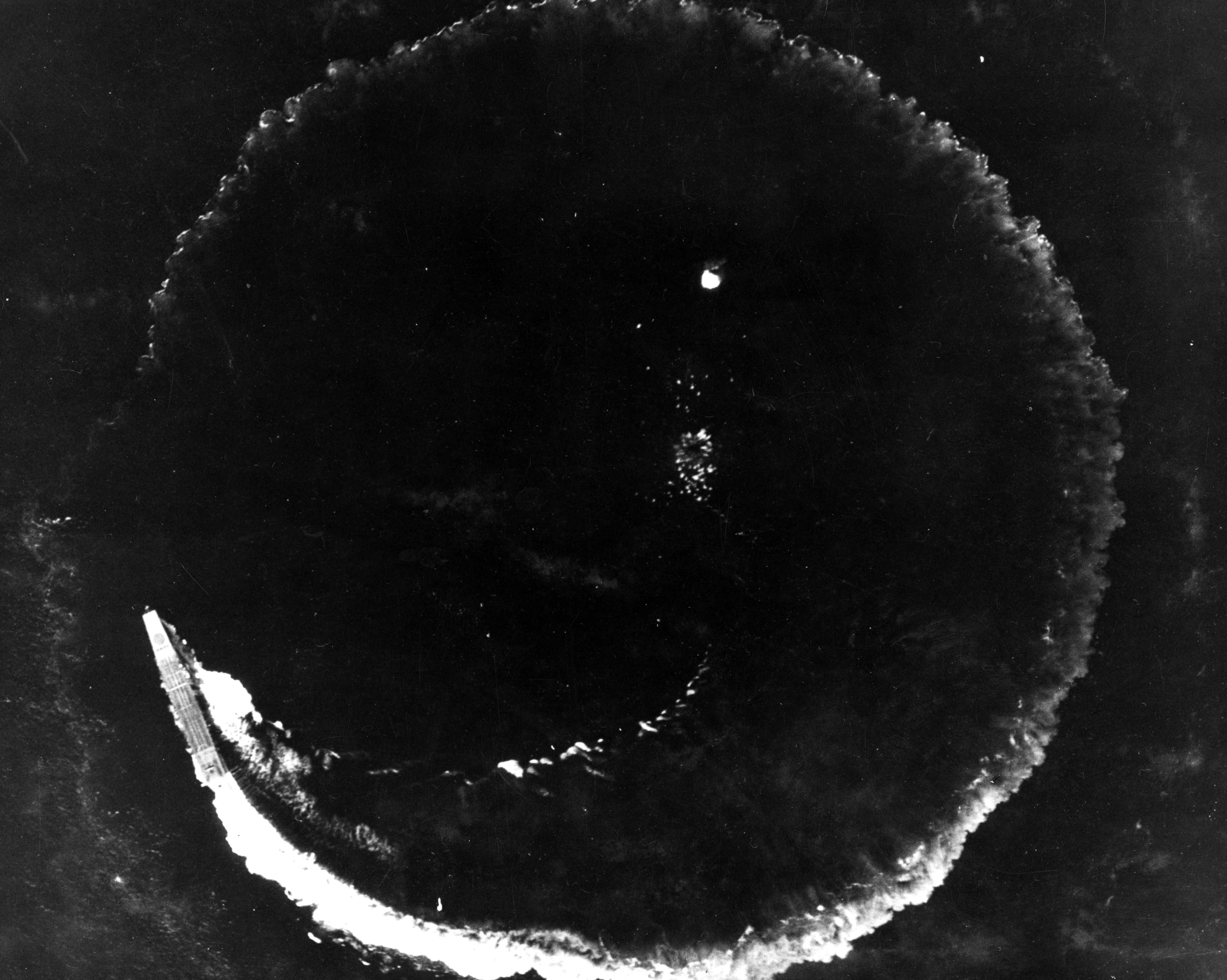
Onder aanvallen van de B-17 bommenwerpers, maakt het vliegdekschip Soryu een volledige cirkel als ontwijkingsmaneouvre

Pas rond 09.00 uur zou TF16 in positie komen om Nagumo aan te vallen, maar Spruance nam een heel stoutmoedig besluit en begon zijn vliegtuigen reeds om 07.02 uur te lanceren. Door het vertrek twee uur te vervroegen hoopte hij dat zijn vliegtuigen de Japanse vliegdekschepen zouden aanvallen op het kwetsbare moment dat de Japanse vliegtuigen terug aan boord genomen werden. Het duurde bijna een uur voor alle 116 toestellen in de lucht waren en doordat de vliegtuigen op de uiterste rand van hun actieradius opereerden konden de eerst opgestegen toestellen niet wachten op de rest. Daardoor vertrok de Amerikaanse aanval in verschillende groepen die elk apart hun weg zochten naar het Japanse eskader. Fletcher lanceerde om 08.38 uur een aanval met 35 vliegtuigen vanaf de Yorktown.

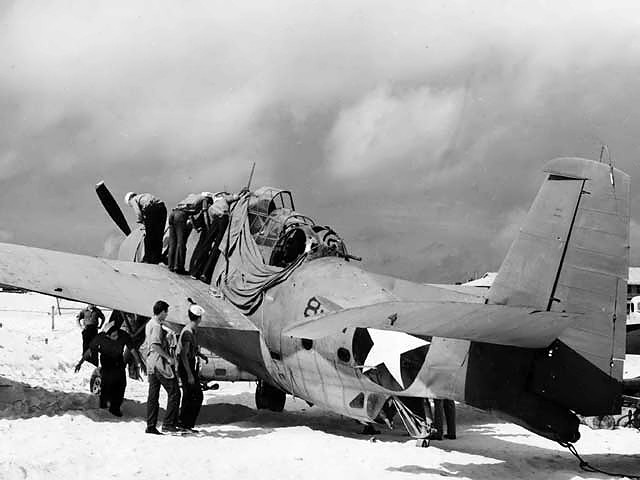
De enige overlever van de zes Avenger torpedotoestellen. De staartschutter is omgekomen en het toestel beschadigd

Ook de Amerikaanse bommenwerpers die vanaf Midway opgestegen waren vielen verspreid aan. Om 07.05 uur vonden vier met torpedo's bewapende B-26 Marauder bommenwerpers en zes Avenger torpedotoestellen de Japanse vloot, maar zij konden geen treffers plaatsen en twee B-26's en vijf Avengers werden neergeschoten. Daarna vielen zestien Dauntless duikbommenwerpers de Hiryu aan, maar konden voor het verlies van acht toestellen enkel een paar nabijtreffers scoren. Om 08.10 uur vielen vijftien B-17 Flying Fortress vanop grote hoogte aan, eveneens zonder resultaat. Ten slotte vielen elf verouderde SB2U Vindicator duikbommenwerpers het escorterende slagschip Haruna vruchteloos aan, om 08.20 uur, waarbij twee toestellen verloren gingen. Tijdens de laatste luchtaanval ondernam de Amerikaanse onderzeeër Nautilus een mislukte aanval op het slagschip Kirishima. De torpedobootjager Arashi bleef achter om de Nautilus onder water te houden.

### Japanse beslissingen
De verkenningsvluchten van de Japanners vonden de Amerikaanse vliegdekschepen niet. De aanval op Midway had het vliegveld niet buiten gebruik gesteld en de vliegtuigen van Midway voerden voortdurend aanvallen uit. Daarom besliste Nagumo om 07.15 uur zijn tweede golf die hij klaarhield om de Amerikaanse vliegdekschepen aan te vallen, te laten herbewapenen voor een aanval op Midway. Torpedo's en pantserdoorborende bommen werden vervangen door hoogexplosieve bommen. De tweede golf moest vertrekken vooraleer de eerste golf terugkwam waarvan de landing tussen 08.30 en 09.10 uur voorzien was. Het verkenningstoestel dat een half uur te laat vertrokken was, stuitte op Amerikaanse schepen en stuurde om 07.28 een eerste bericht door. De berichten van de verkenner maakten geen melding van vliegdekschepen zodat Nagumo besloot dat de tweede aanval op Midway nog altijd prioritair bleef. Pas om 08.20 uur meldde het Japanse verkenningstoestel een Amerikaans vliegdekschip. Als Nagumo direct wilde reageren ofwel met een gedeeltelijke aanval met de toestellen die nog steeds torpedo's of pantserdoorborende bommen geladen hadden ofwel met een gehele aanval, dan zouden de toestellen van de eerste golf door benzinegebrek op het water moeten landen. Nagumo besloot eerst de Midway-toestellen aan boord te nemen, daarna van koers te veranderen en op hoge snelheid naar de Amerikaanse vliegdekschepen op te stomen terwijl de tweede golf volledig herbewapend en klaargezet werd op het vliegdek voor een aanval op schepen om 10.30 uur.

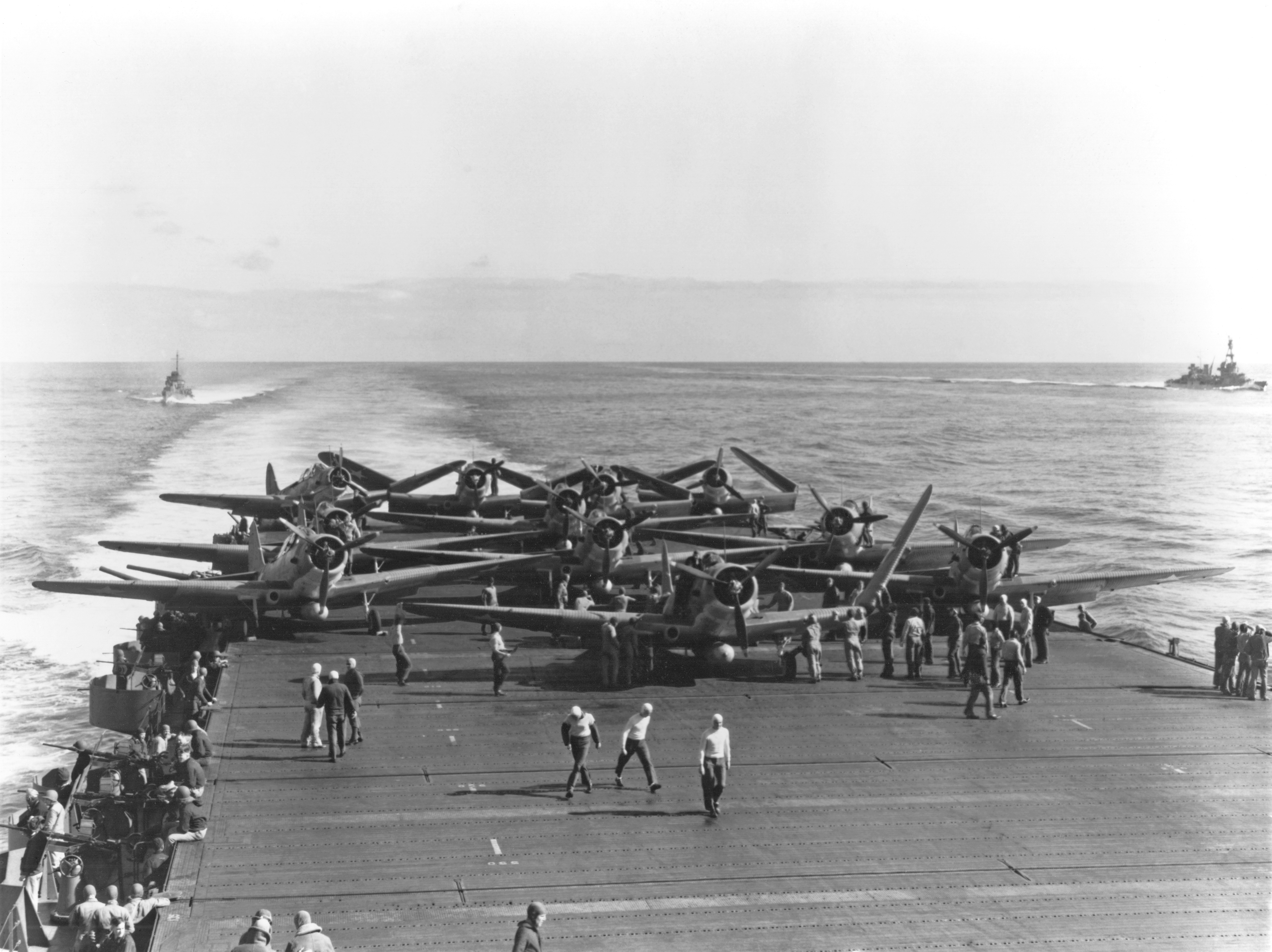
Devastator torpedobommenwerpers staan op 4 juni 1942 aan boord van de Enterprise klaar om gelanceerd te worden

### Amerikaanse vliegdekschepen vallen aan
De vijftien Devastator torpedovliegtuigen van de Hornet vonden als eersten de Kido Butai om 09.25 uur. Ze vielen aan zonder jagerescorte, maar werden allemaal neergeschoten door de verdedigende Japanse Mitsubishi A6M Zero-jagers. Direct daarna daagden ook de veertien Devastators van de Enterprise op, die eveneens hun jagerescorte onderweg verloren hadden. Zeven toestellen konden op de Hiryu en Akagi lanceren maar geen treffers plaatsen; tien van deze Devastators gingen verloren. 
Even voor 10.00 uur kwamen de vliegtuigen van de Yorktown aan. Bij het positioneren voor een gecoördineerde aanval raakten de twaalf Devastators torpedotoestellen en de zeventien Dauntless duikbommenwerpers elkaar kwijt zodat de Devastators uiteindelijk apart aanvielen. Alhoewel deze torpedotoestellen wel een escorte van zes F4F Wildcat-jagers hadden, konden ook zij geen treffers plaatsen; tien vliegtuigen gingen verloren.
De duikbommenwerpers van de Enterprise en Hornet slaagden er niet in de Japanse schepen te vinden op de veronderstelde positie. De Hornet vliegtuigen zochten verder in de richting van Midway en moesten uiteindelijk onverrichter zake terugkeren. De duikbommenwerpers van de Enterprise zagen echter aan de horizon het kielzog van de Japanse torpedobootjager Arashi die na de aanval op de Nautilus op hoge snelheid en met een van ver zichtbaar schuimspoor terugkeerde naar de vliegkampschepen. Door de koers van de Arashi te volgen kwamen de 32 Enterprise Dauntlesses om 10.22 uur uit bij de Japanse vliegkampschepen, praktisch op hetzelfde moment als de zeventien Dauntlesses van de Yorktown. 
De Japanse Zero jagers waren allemaal afgedaald tot geringe hoogte om de Devastators te onderscheppen zodat de duikbommenwerpers nu ongehinderd konden aanvallen. Nagumo stond op het punt de aanval te lanceren op de Amerikaanse vliegdekschepen, zodat de Japanse vliegdekschepen benedendeks vol waren met startklare bewapende vliegtuigen terwijl de  munitie voor de afgelaste aanval op Midway nog niet terug opgeborgen was, dit terwijl de vliegtuigen van de ochtendaanval op Midway werden herbewapend en bijgetankt. 
Door een misverstand vielen de meeste Enterprise-vliegtuigen het vliegdekschip Kaga aan en slechts enkele vliegtuigen plaatsten hun bommen op Nagumo's vlaggeschip de Akagi. De meeste Yorktown-vliegtuigen vielen de Soryu aan. Alle drie de schepen kregen enkele bomtreffers die een kettingreactie aan ontploffende vliegtuigen, munitie en brandstof veroorzaakten. De Kaga, Akagi en Soryu stonden in lichterlaaie, maar bleven drijven. Om 13.59 uur lanceerde de onderzeeër Nautilus nog drie torpedo's op het stilliggende, brandende wrak van de Kaga, maar slechts een blindganger trof het schip. Pas om 19.13 uur zonk de Soryu, om 19.25 uur gevolgd door de Kaga. 
Men hoopte de Akagi nog naar Japan te kunnen slepen, maar de volgende morgen om 04.55 uur moest het schip opgegeven worden.

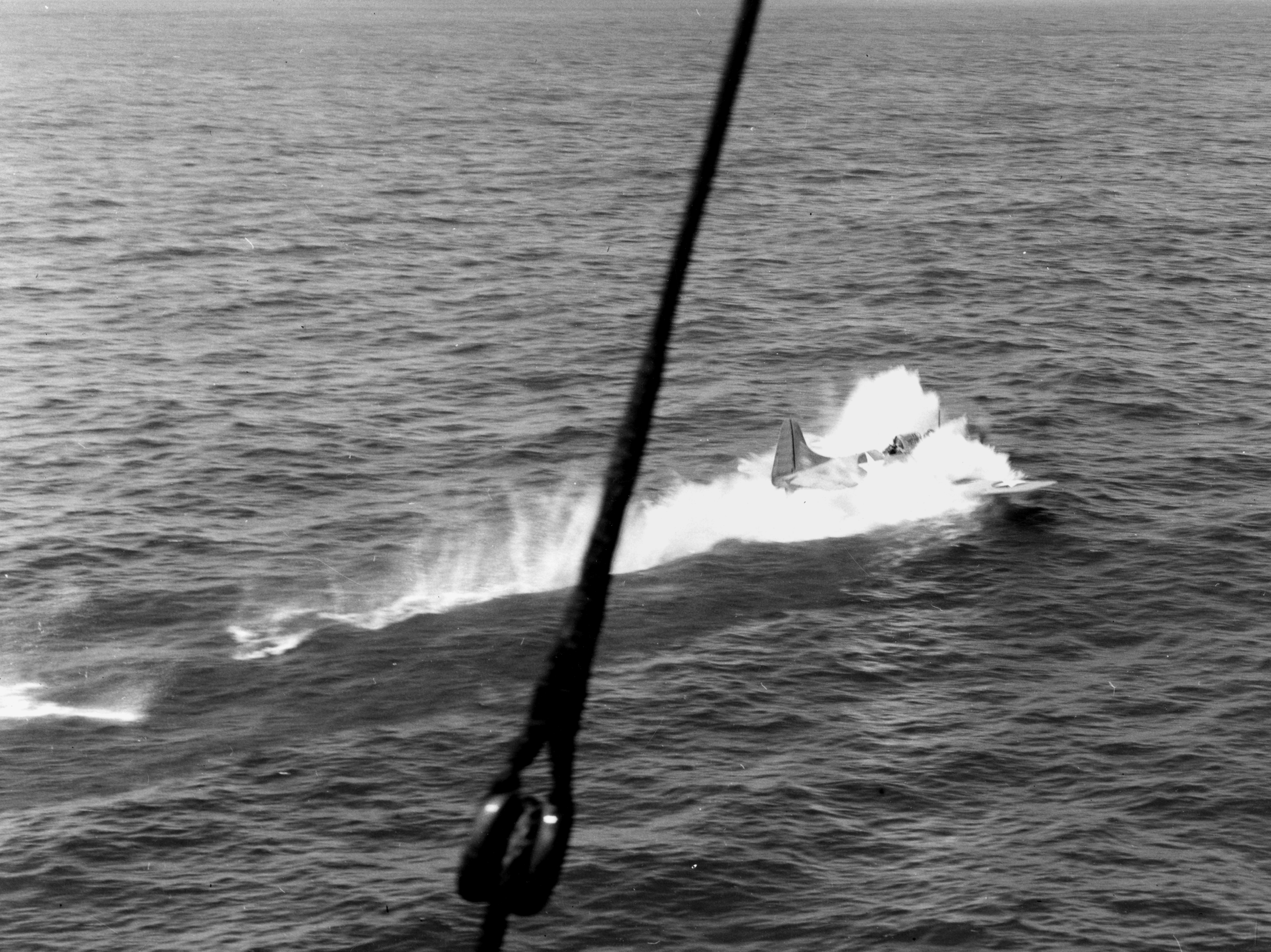
Een Dauntless van de Yorktown maakt een noodlanding op het water

### Japanse tegenaanval
De Hiryu zat net onder een wolk en haar ligging was iets verder noord waardoor ze aan de aanval van de duikbommenwerpers ontsnapte. De Hiryu lanceerde achttien klaarstaande duikbommenwerpers en zes jagers die de terugkerende duikbommenwerpers van de Yorktown volgden naar het Amerikaans eskader. De Yorktown detecteerde de Japanse vliegtuigen op 40 mijl afstand met haar radar en kon op tijd haar Combat Air Patrol een onderschepping laten uitvoeren. Acht duikbommenwerpers konden doorbreken en plaatsten drie treffers op de Yorktown. Het vliegdekschip vloog in brand en bleef om 12.20 uur gestopt liggen in het water, maar om 13.40 uur kon het schip weer 18 knopen vaart maken en de vliegoperaties hervatten. 
De Amerikaanse vliegdekschipvliegtuigen waren in de ochtend op de uiterste grens van hun actieradius opgestegen en velen kwamen nu in de problemen: tien jagers van de Hornet, zestien duikbommenwerpers van de Enterprise en twee van de Yorktown moesten noodlanden op het water en gingen verloren. Vijftien duikbommenwerpers van de Hornet moesten uitwijken naar Midway.

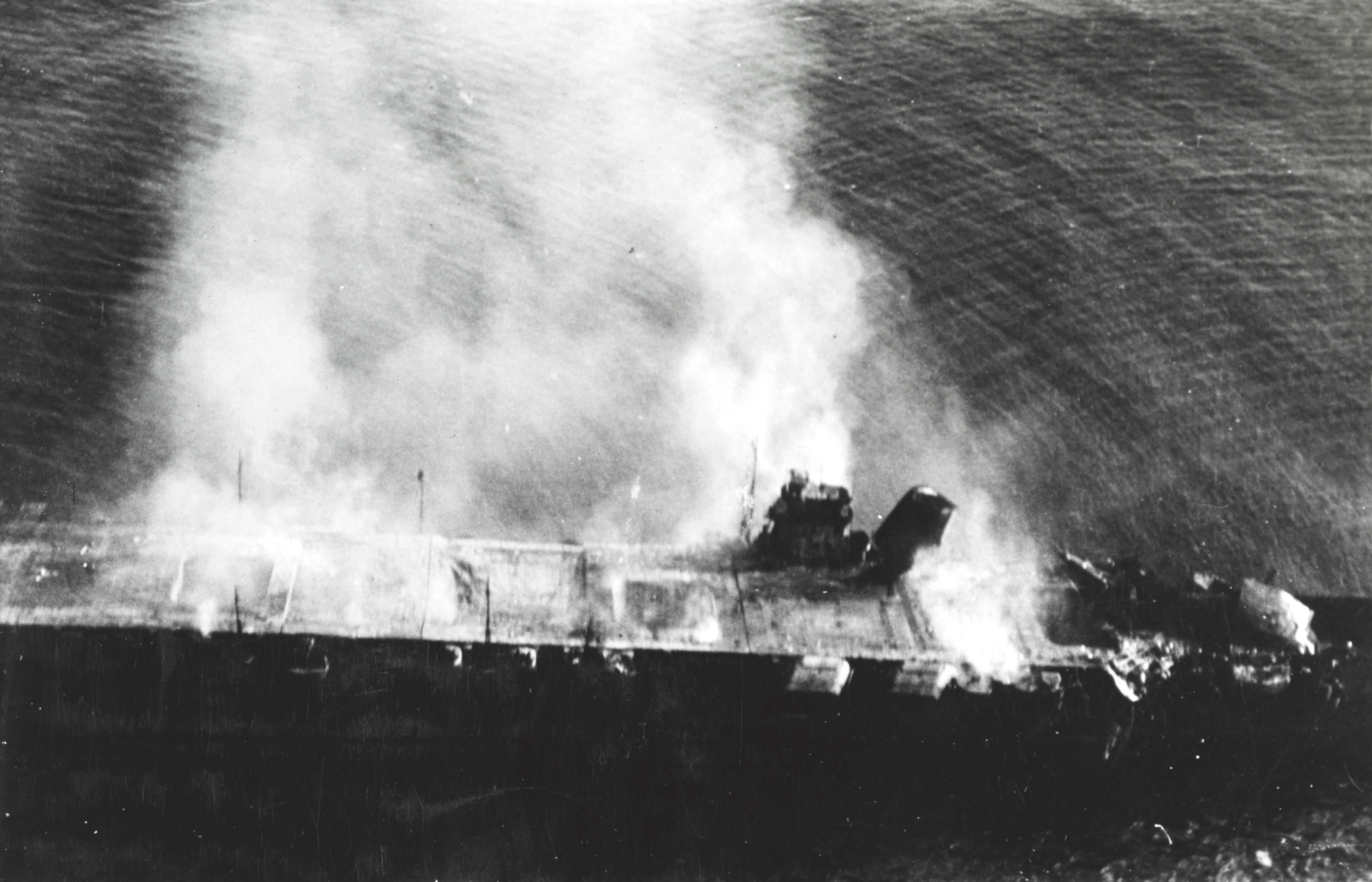
De brandende en zinkende Hiryu

Om 13.30 uur lanceerde de Hiryu een tweede aanval met tien torpedobommenwerpers en zes escortejagers. Ze waren in de veronderstelling dat de Yorktown al gezonken was en zagen de gerepareerde Yorktown aan voor haar zusterschip de Enterprise. De torpedotoestellen splitsen zich in twee groepen om het vliegdekschip langs twee kanten aan te vallen. De ene groep werd neergeschoten door de Combat Air Patrol, maar de andere groep kon de Yorktown treffen met twee torpedo's. Het schip moest worden verlaten, de nog aanwezige vliegtuigen vlogen over naar de Enterprise en de Hornet. De Japanners verkeerden in de waan dat de stand nu gelijk was en dat de Amerikanen alleen hun derde vliegdekschip de Hornet nog overhadden en bijna verslagen waren.
Nog vóór de Yorktown aangevallen werd door de Japanse duikbommenwerpers had ze haar tien verkenningstoestellen weer uitgestuurd en die vonden de Hiryu om 14.45 uur. De twee operationale Amerikaanse vliegdekschepen lieten om 15.30 uur vierentwintig (waarvan er veertien van de Yorktown overgekomen waren) duikbommenwerpers opstijgen van de Enterprise en zestien van de Hornet, in de richting van het laatst overgebleven Japanse vliegdekschip de Hiryu. De Hiryu had een groot deel van haar vliegtuigen verloren bij de aanvallen op de Yorktown maar had van de andere schepen meerdere jagers gerecupereerd. De Hiryu werd door de Amerikaanse Dauntless bommenwerpers gevonden om 16.45 uur en werd rond 17 uur door vier bommen uitgeschakeld ondanks verweer van haar jagers. Sommige vliegtuigen vallen de Haruna aan eens de Hiryu volledig in brand staat, maar kunnen geen verdere treffers boeken. Ook B-17's en Vindicators uit Midway vallen nog aan, maar zonder resultaat. Het wrak van de Hiryu bleef de hele nacht  branden en zonk in de morgen van 5 juni rond negen uur.

### Afloop
In een laatste poging tot succes achtervolgde de Japanse vloot de Amerikaanse vliegdekschepen nog enkele uren. Zij hoopten op een ultiem nachtelijk treffen waar de Japanners ervaring mee hadden. In het donker was het moeilijk vliegtuigen te lanceren en recupereren, laat staan doelen te lokaliseren. Spruance die ondertussen het operationele bevel voerde over de twee overgebleven Amerikaanse vliegdekschepen had dit risico goed ingeschat en stuurde zijn schepen een aantal uren op volle snelheid naar het oosten, weg van Midway. Hij keerde pas rond middernacht met als doel bij het begin van de ochtend zijn vliegtuigen opnieuw in te zetten en de Japanse schepen aan te vallen.   
Uiteindelijk besloot Yamamoto de strijd om Midway te staken. Hij besefte dat hij zonder luchtsteun en onder volledig Amerikaans luchtoverwicht niet aan de landing op het eiland kon beginnen, hij onderkende de grote gevaren waaraan zijn vloot bij daglicht zou blootstellen en begon kort na middernacht met de terugtrekking. Op 5 juni om 02.55 uur werden alle operaties afgelast. Bij de terugtocht van het eskader van Kurita kwam de Amerikaanse onderzeeër Tambor plots in het zicht en tijdens een daarop volgende uitwijkmanoeuvre botsten de zware kruisers Mikuma en Mogami met elkaar. Beide schepen bleven beschadigd achter bij de rest van het zich terugtrekkende eskader, ze konden niet sneller dan met een twaalfmijlsvaart koers zetten naar Truk, geëscorteerd door twee torpedobootjagers.
Vanaf het aanbreken van de dag op 5 juni zocht Spruance met verkenningsvliegtuigen naar de Japanse vloot, maar hij kon niets vinden. De Yorktown was ondanks een zware slagzij nog niet gezonken en de Amerikanen gingen terug aan boord om het schip proberen te redden. De torpedobootjager Hamman kwam langszij om stroom te leveren voor de pompen en men kon de slagzij reduceren. Om 15.36 uur lanceerde de Japanse onderzeeër I-168 echter vier torpedo's die zowel de Hamman als de Yorktown tot zinken brachten. Op het einde van dag lanceerde Spruance een aanval met 58 vliegtuigen in de vermoedelijke richting van de Japanse vloot maar de vliegtuigen vonden alleen de achtergebleven torpedobootjager Tanikaze die op zoek was naar overlevenden van de Hiryu. De Tanikaze kon alle bommen ontwijken door op hoge snelheid te zigzaggen. Vanuit Midway vielen gedurende de morgen van 5 juni eerst acht B-17's en vervolgens zes Dauntless en zes Vindicators de twee beschadigde Japanse kruisers aan, maar ze konden geen treffers plaatsen. B-17's vielen eveneens vruchteloos de Tanikaze aan in de avond. Op 6 juni gaf Spruance de hoop op om Yamamoto nog te vinden, en viel hij de beschadigde Japanse kruisers aan. In drie aanvallen werd de zware kruiser Mikuma tot zinken gebracht en de Mogami zwaar beschadigd. Ook de twee torpedobootjagers kregen elk een bomtreffer.
Op 10 juni nam Nimitz de beslissing om zijn vloot te laten terugkeren naar Pearl Harbor in Hawaï. 

## Beschouwingen
De slag bij Midway wordt vaak voorgesteld als een overwinning van Amerikaanse code-brekers die het mogelijk maakten om de Japanners te verrassen en met een inferieure vloot de machtige Japanse marine te verslaan. Deze voorstelling gaat voorbij aan de volgende feiten:
- Indien er geen problemen waren geweest met de katapult van de Japanse kruiser in de ochtend van 4 juni dan waren de Amerikanen op tijd ontdekt en hadden de Japanners kunnen aanvallen met een sterke tweede golf van ongeveer honderd vliegtuigen. Als men de resultaten van de twee kleine aanvallen van de Hiryu extrapoleert, dan is het waarschijnlijk dat op zijn minst twee Amerikaanse vliegdekschepen hierdoor buiten gevecht zouden zijn gesteld. De Japanners hadden expliciet de bedoeling de Amerikaanse vliegdekschepen naar Midway te lokken en waren op 4 juni voorbereid er de strijd mee aan te gaan.[30]
- Indien de Amerikaanse duikbommenwerpers van de Enterprise net zoals de duikbommenwerpers van de Hornet de Japanse vloot richting Midway hadden gezocht, en niet hun ingeving gevolgd hadden zich te richten op het kielzog van een Japanse torpedobootjager, dan hadden alleen de zeventien duikbommenwerpers van de Yorktown de Japanse vloot aangevallen. De kans was klein dat deze vliegtuigen alleen drie Japanse vliegkampschepen buiten gevecht hadden kunnen stellen.[31]
- Qua vliegkampschipvliegtuigen was er ongeveer pariteit : 248 Japanse vliegtuigen tegenover 233 Amerikaanse. Wel hadden de Amerikanen nog eens 127 vliegtuigen op Midway.

De zwakheden in het plan van Yamomoto waren:
- Geen concentratie van zijn overmacht: de Japanse vloot was verdeeld in verschillende eskaders die te ver uit elkaar lagen. Toen Nagumo aangevallen werd, kon geen enkel ander eskader op tijd steun bieden.[32]
- Het eskader van Nagumo was te klein: Nagumo kreeg de zware taken om zowel Midway aan te vallen als om de Amerikaanse tegenaanval te ontdekken en te pareren. Voor zijn vliegkampschepen kreeg hij alleen vier grote schepen als escorte. Deze schepen konden geen effectief luchtafweerscherm vormen. Terwijl de volledige gecombineerde vloot uitgestuurd was deed men toch geen poging om het onbeschadigde vlootvliegkampship Zuikaku te versterken met de luchtgroep van de beschadigde Shokaku.[33]

De vliegkampschip vliegtuigtypes
F4F Wildcat, Amerikaans jachtvliegtuig
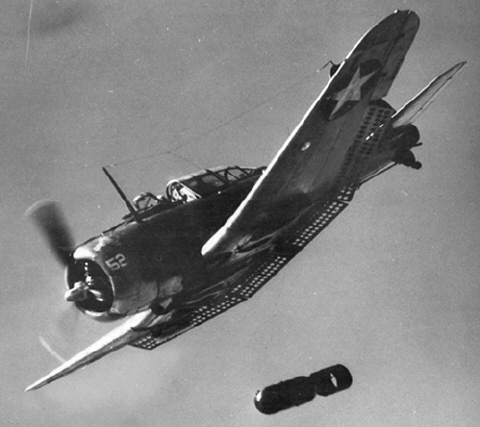
Douglas SBD Dauntless, Amerikaans duikbommenwerper
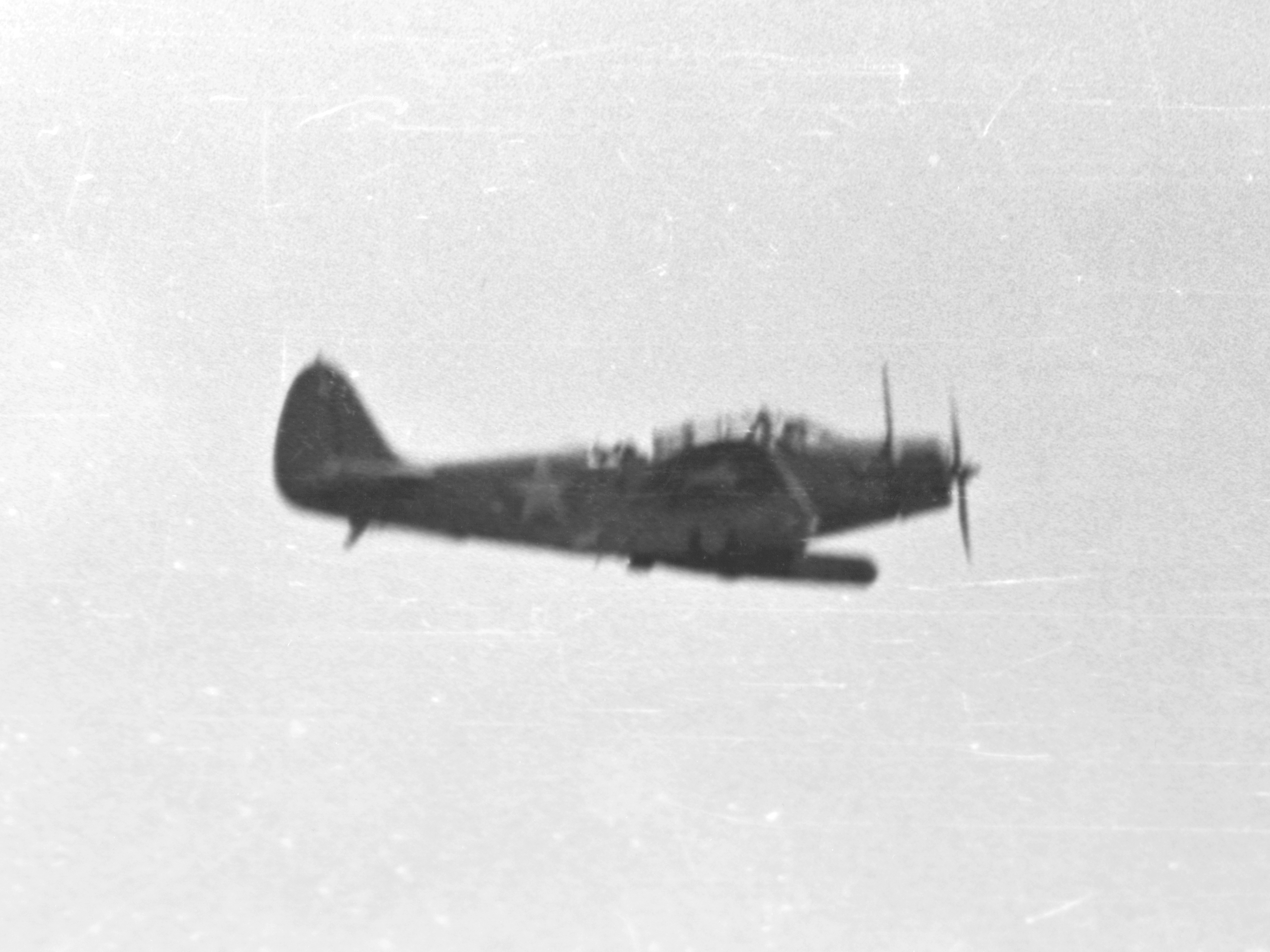
Douglas TBD Devastator, Amerikaans torpedobommenwerper
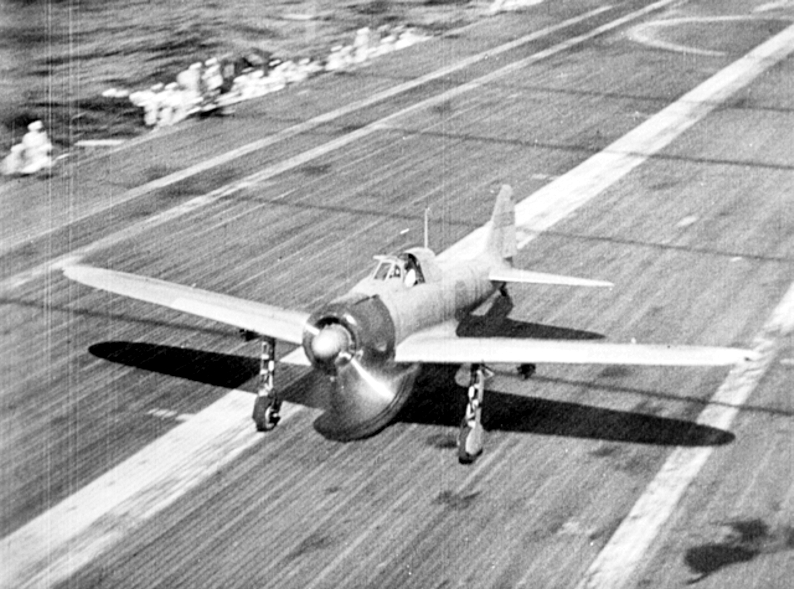
Een Mitsubishi  A6M2 'Zero', Japans jachtvliegtuig
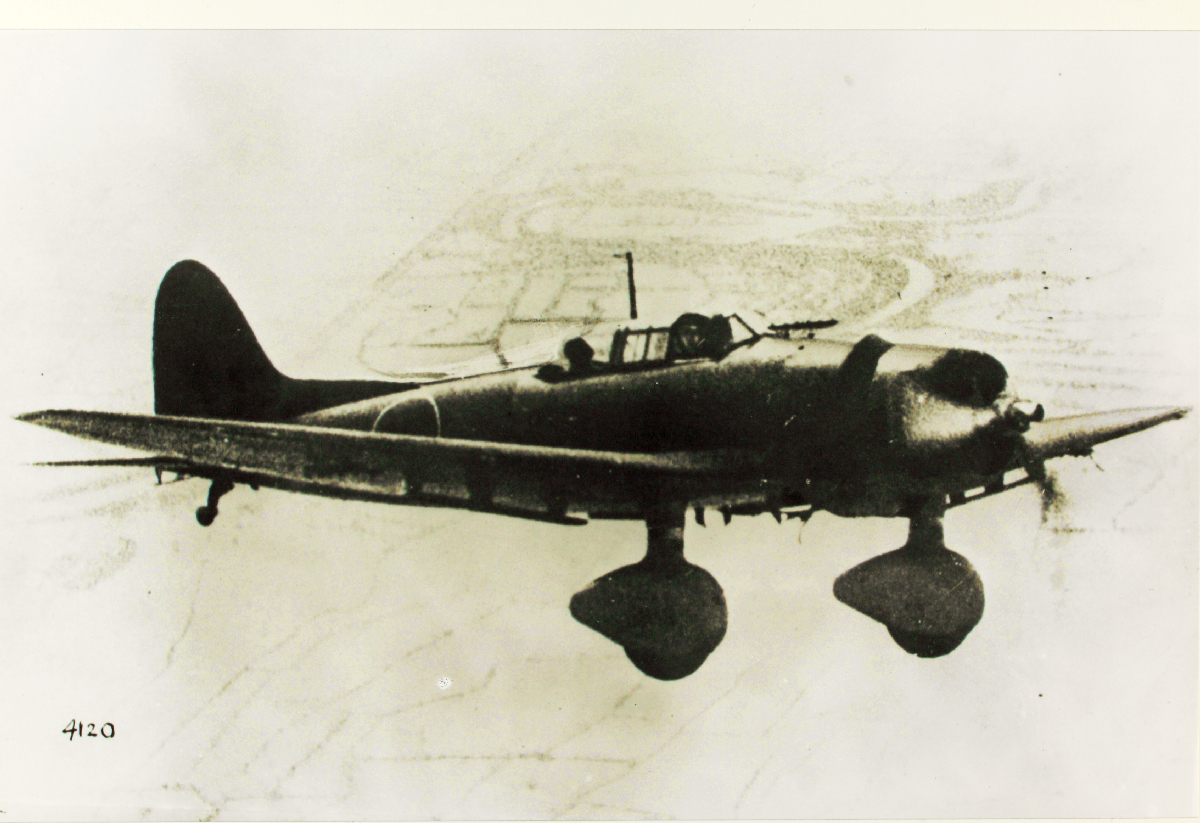
Aichi D3A 'Val', Japans duikbommenwerper
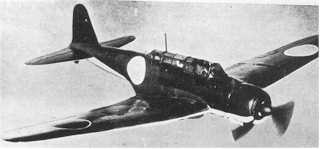
Nakajima B5N2 'Kate', Japans torpedobommenwerper

Het verlies van de Yorktown
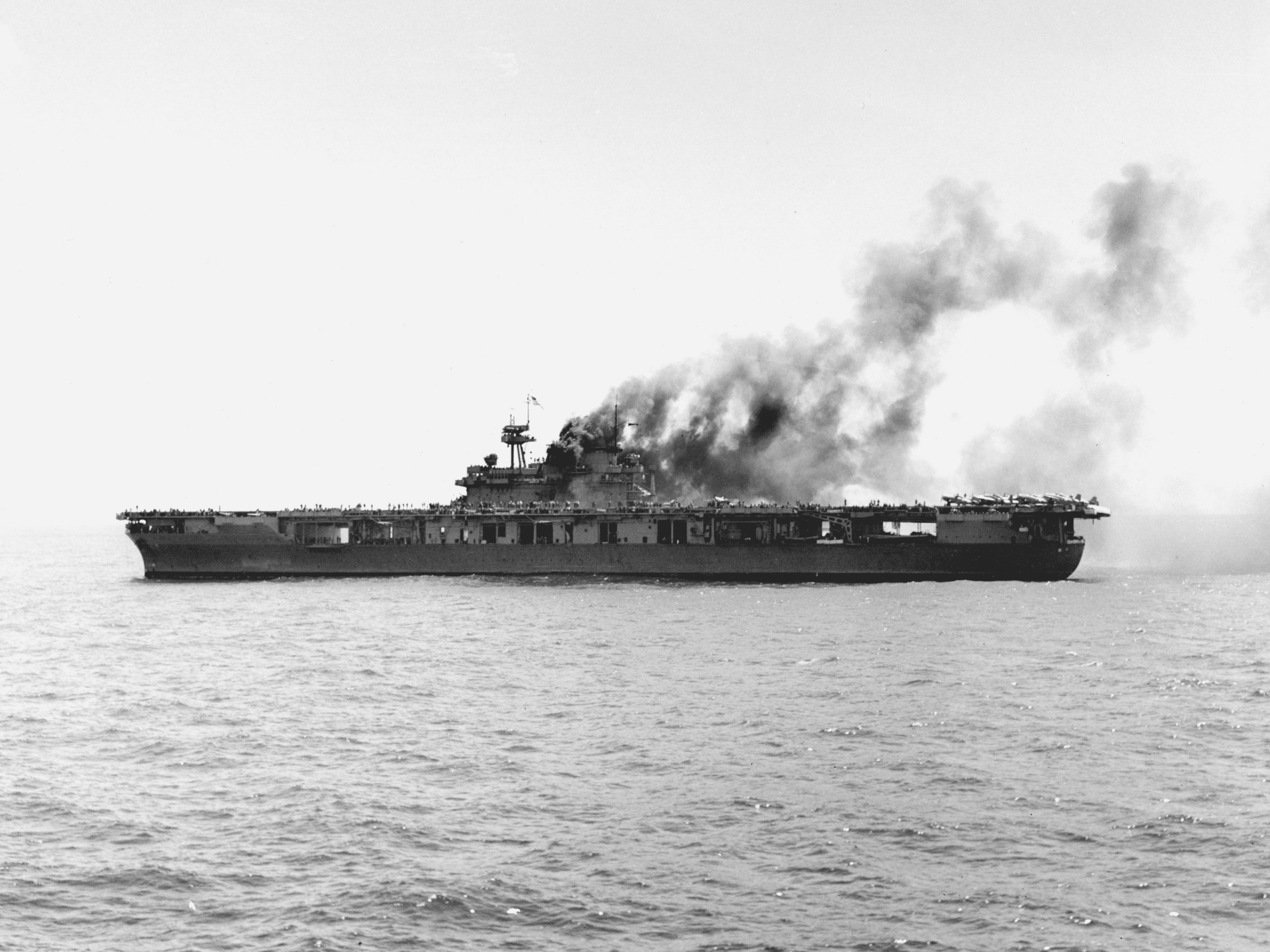
De Yorktown staat in brand na de aanval van de duikbommenwerpers
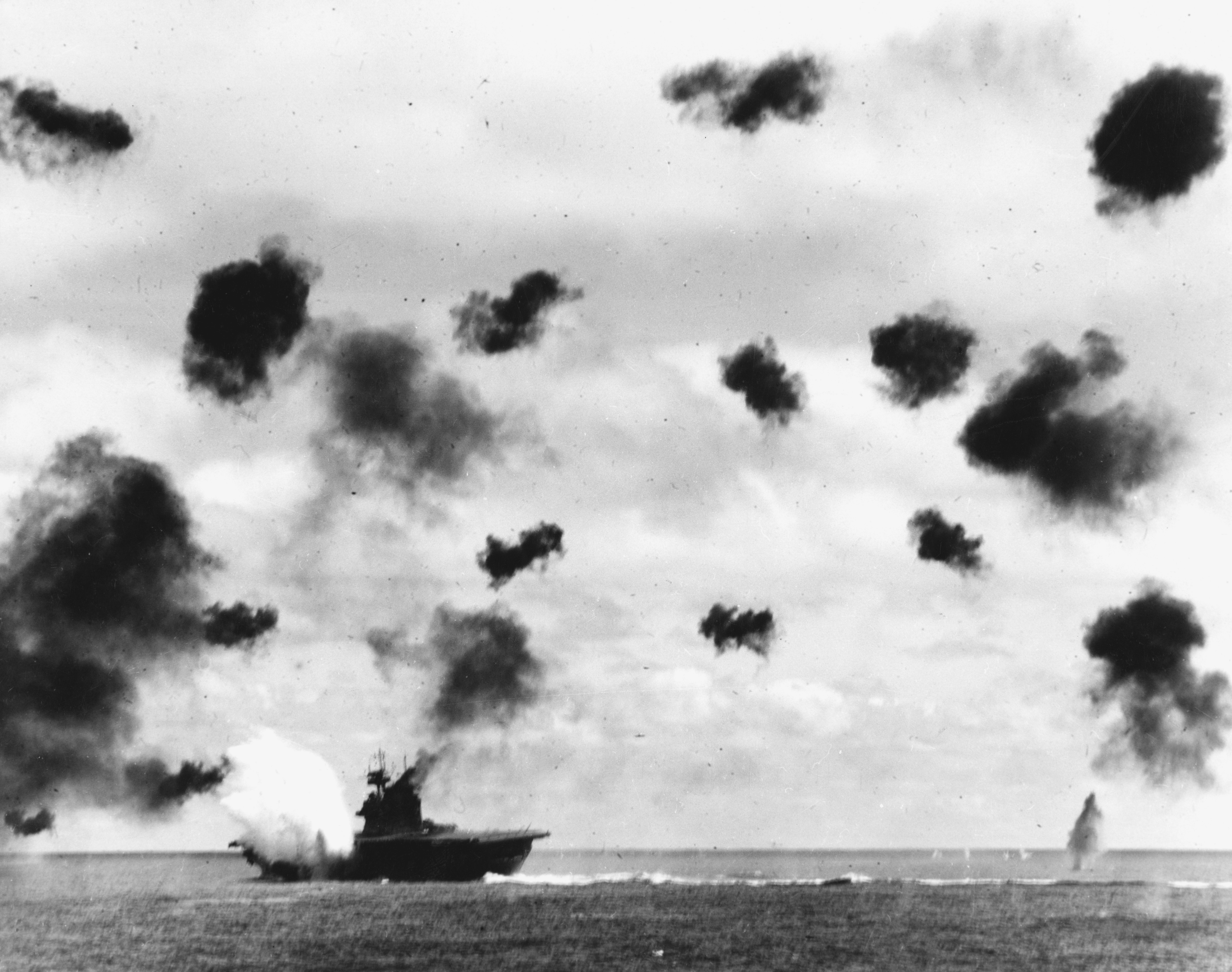
De Yorktown wordt bij de tweede aanval getroffen aan bakboord vooraan door een torpedo
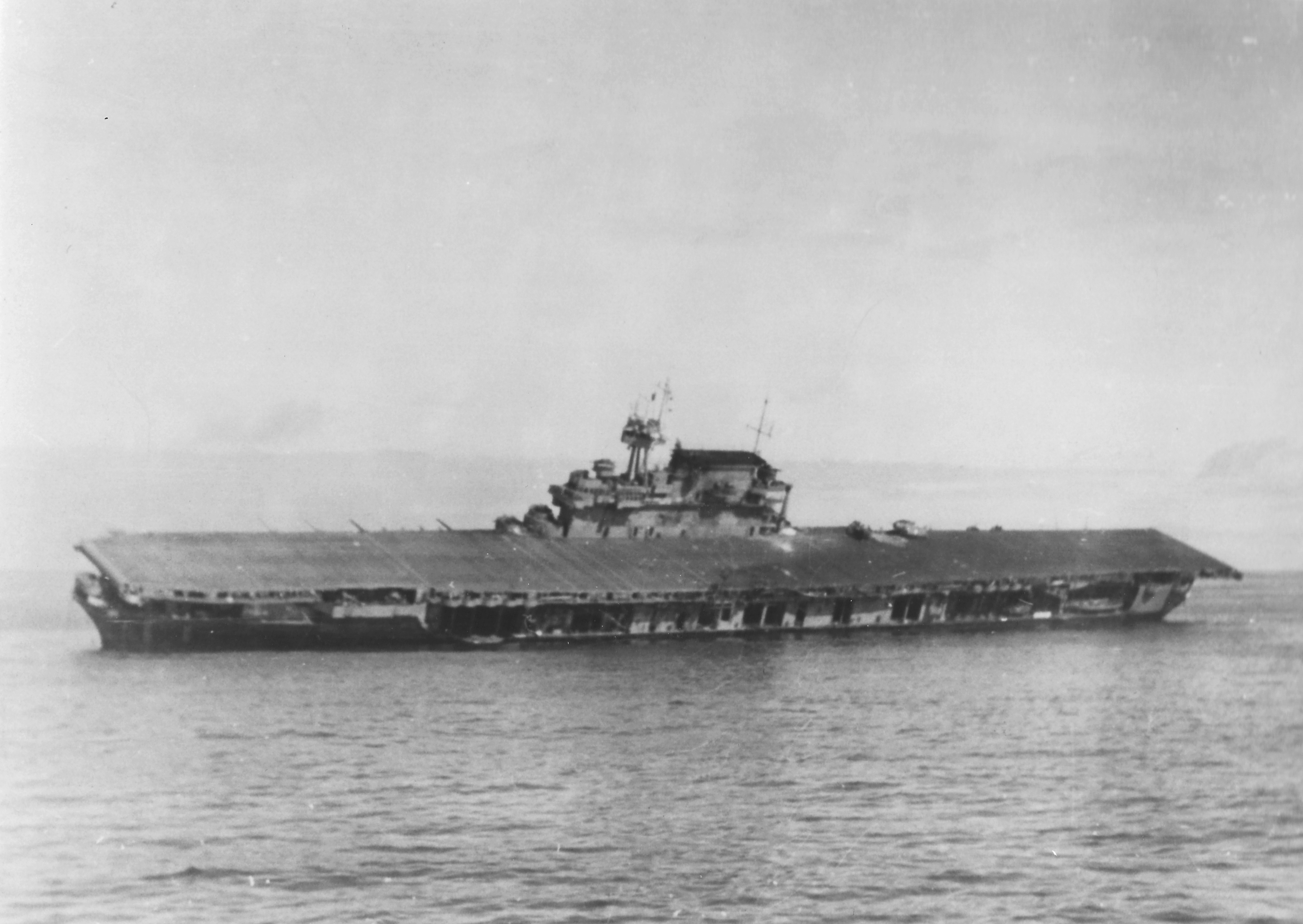
De Yorktown verlaten op 4 juni, met zware slagzij
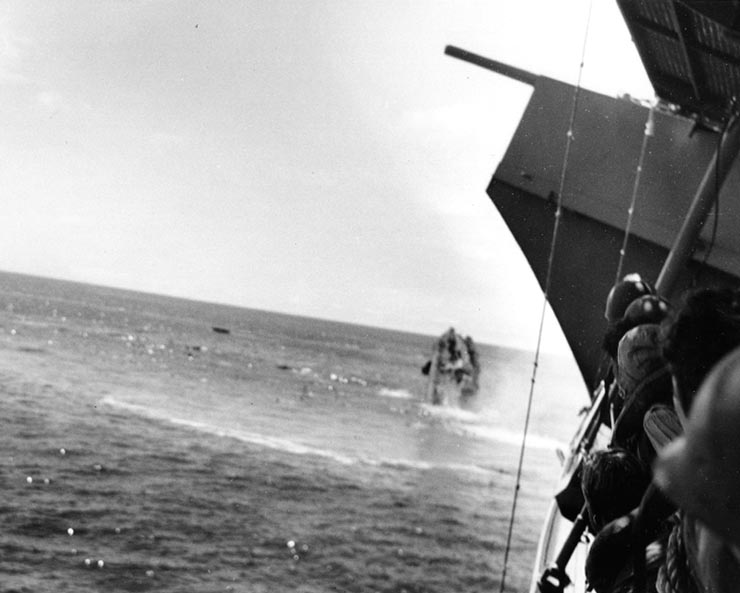
De torpedobootjager Hamman zinkt. Foto genomen vanaf de Yorktown
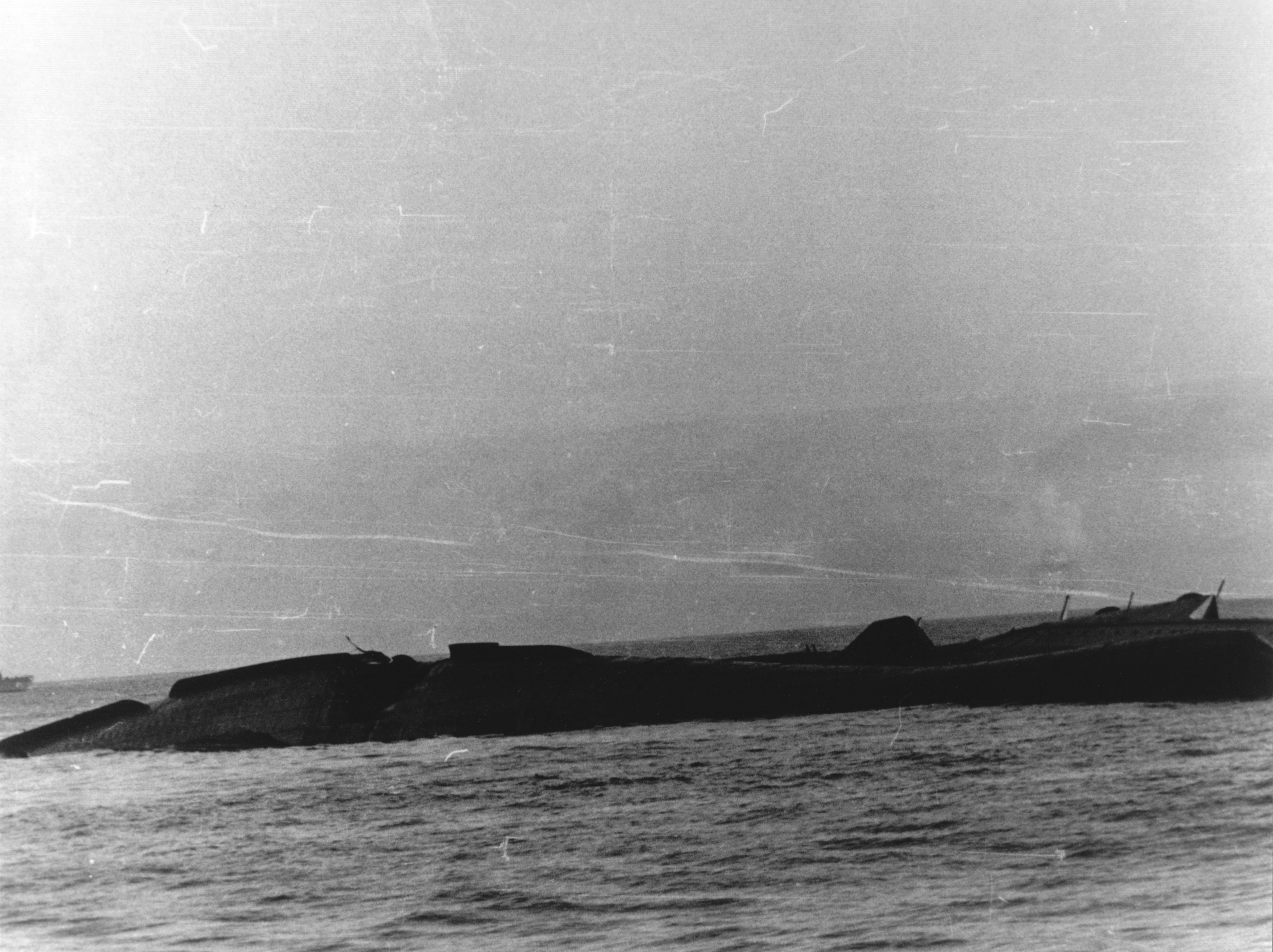
De Yorktown zinkt na de torpedering door de I-168

De aanvallen op 6 juni op de Japanse zware kruisers Mikuma en Mogami
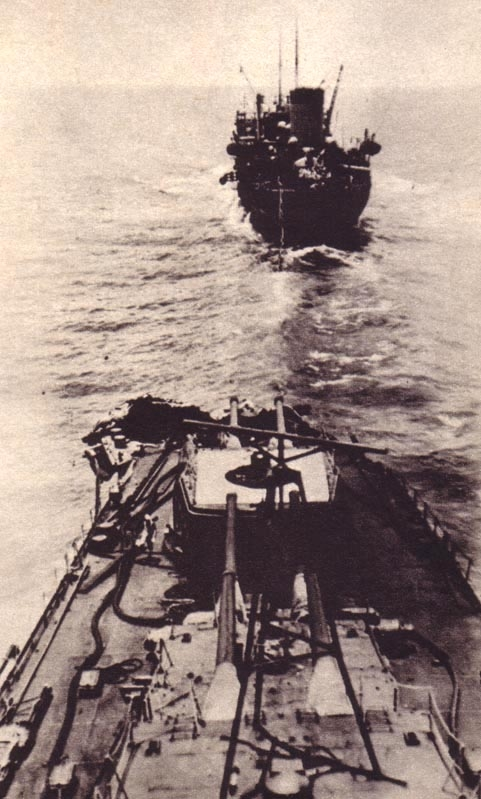
De beschadigde boeg van de Mogami na de botsing met de Mikuma. Op de achtergrond de tanker Nichiei Maru
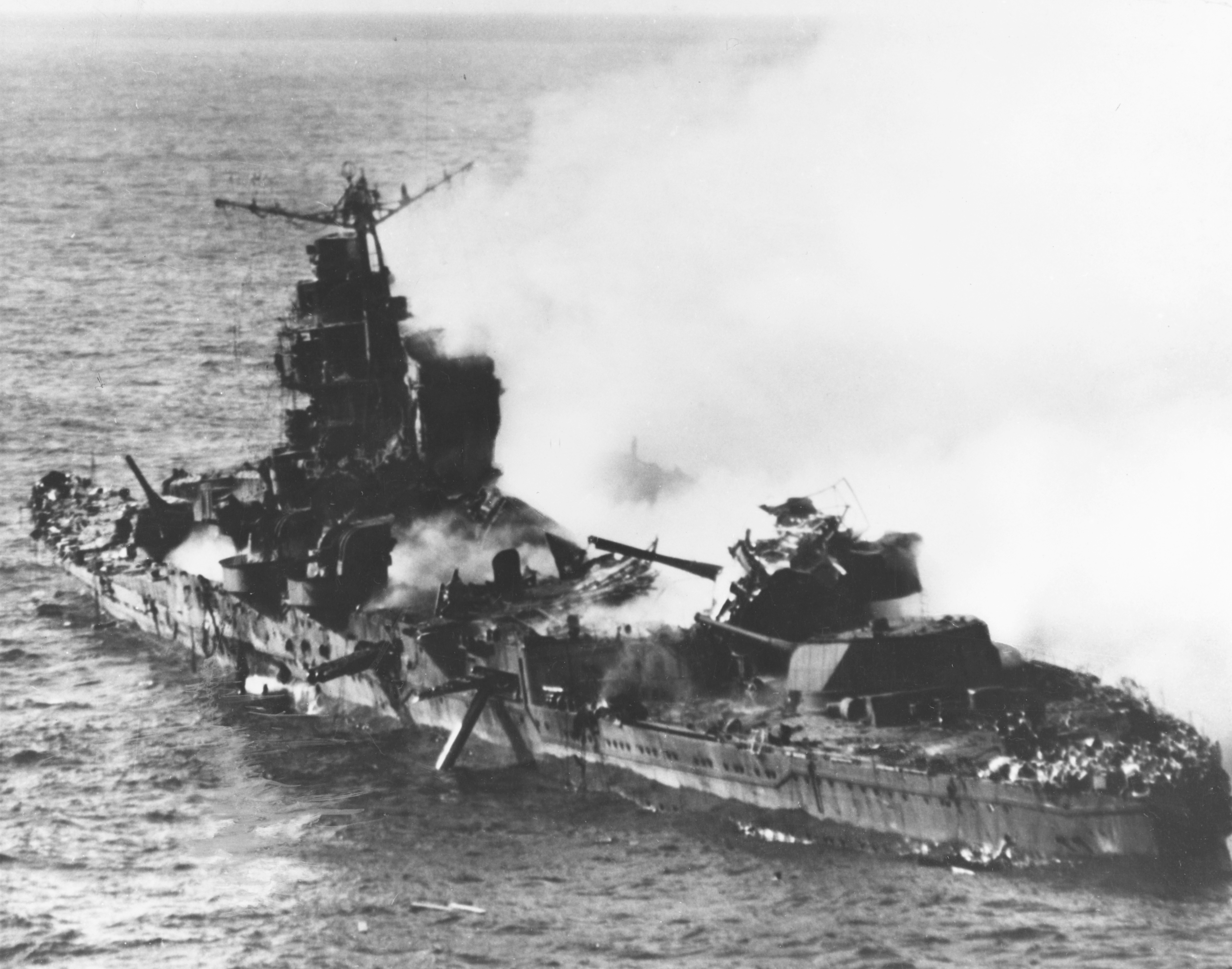
De zinkende Mikuma. Midscheeps hangt een torpedo uit het schip. Door een treffer zijn de torpedo's ontploft en is de bovenbouw verwoest.
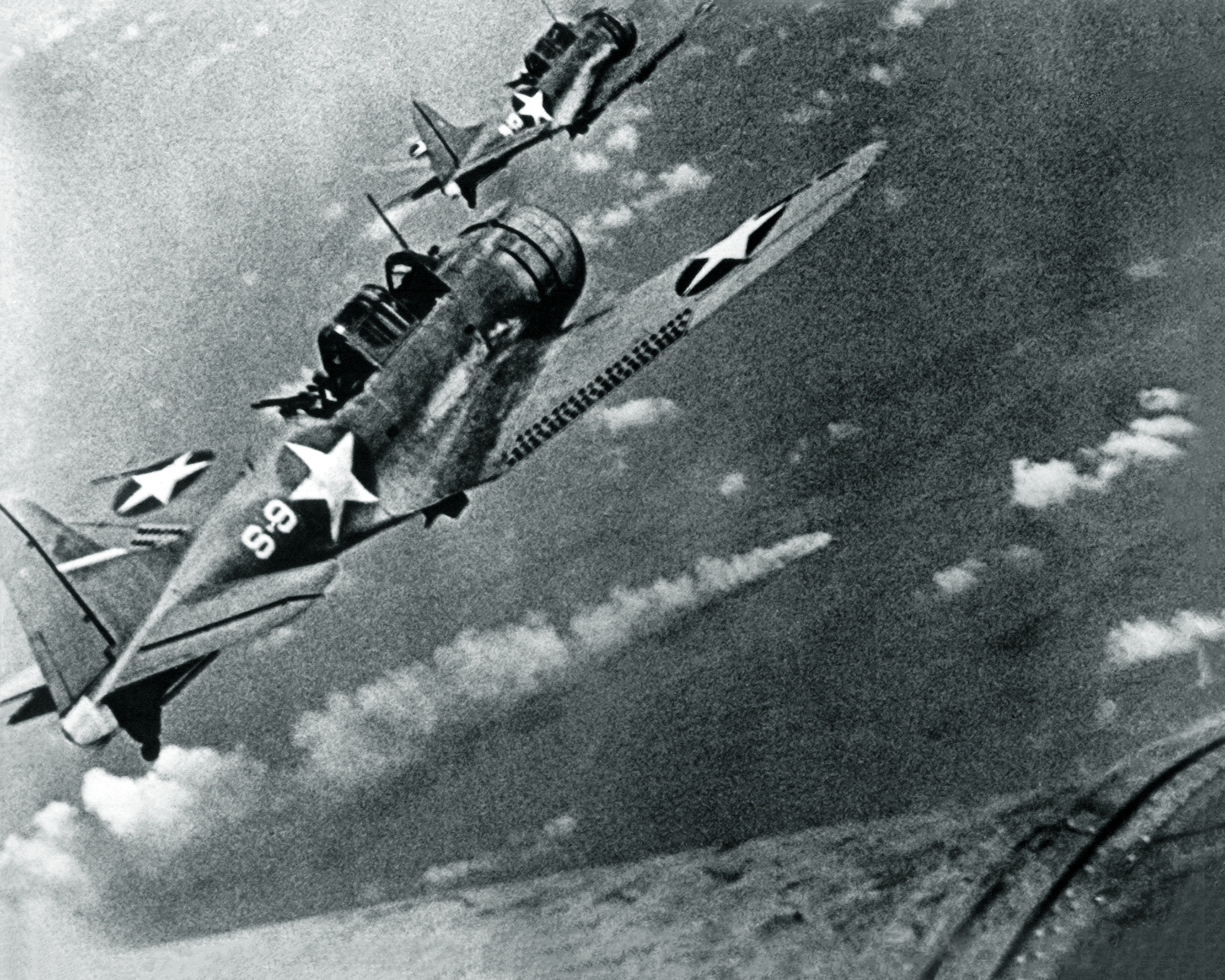
Dauntless duikbommenwerpers van de Hornet vliegen over de brandende Mikuma voor een derde aanval.
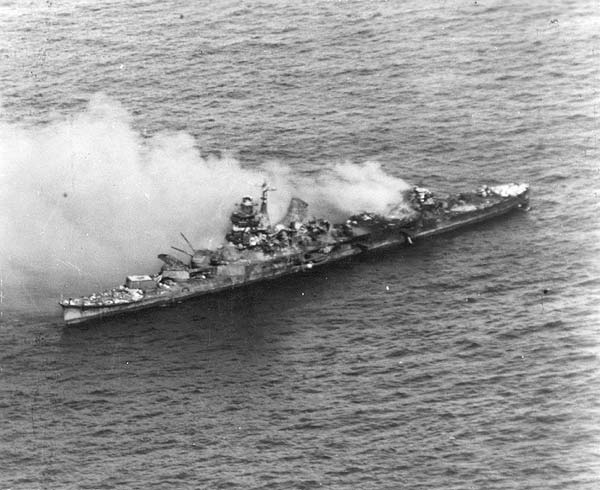
De Mikuma kort voor het zinken

## Overig
- John Ford was op het eiland aanwezig en draaide materiaal voor een documentaire The Battle of Midway, van 18 minuten.
- Er werden twee bioscoopfilms gemaakt: Midway (1976) en Midway (2019). De eerste was geromantiseerd met een droevig liefdesverhaal, de tweede streefde historische nauwkeurigheid na.

## Voetnoten
1. ↑   Deze torpedo ontplofte niet maar brak in tweeën. De luchttank bleef drijven en diende als reddingsboei voor enkele drenkelingen van de Kaga